# Pruzilly
Pruzilly ist eine französische Gemeinde mit 330 Einwohnern (Stand: 1. Januar 2022) im Département Saône-et-Loire in der Region Bourgogne-Franche-Comté. Die Gemeinde ist Teil des Arrondissements Mâcon und Teil des Kantons La Chapelle-de-Guinchay. Die Einwohner werden Pruzillois genannt.

## Geografie
Pruzilly liegt in der Landschaft Beaujolais, im Weinbaugebiet Bourgogne; hier wird aus den Trauben vor allem der Crémant de Bourgogne produziert. 
Umgeben wird Pruzilly von den Nachbargemeinden Cenves im Norden, Leynes im Osten und Nordosten, Saint-Vérand im Osten und Südosten, Saint-Amour-Bellevue im Südosten sowie Jullié im Süden und Westen.

## Bevölkerungsentwicklung
| Jahr                      | 1962 | 1968 | 1975 | 1982 | 1990 | 1999 | 2006 | 2011 | 2016 |
| ------------------------- | ---- | ---- | ---- | ---- | ---- | ---- | ---- | ---- | ---- |
| Einwohner                 | 223  | 213  | 201  | 188  | 218  | 239  | 235  | 279  | 326  |
| Quelle: Cassini und INSEE |      |      |      |      |      |      |      |      |      |

## Sehenswürdigkeiten

Kirche Saint-Pierre

- Kirche Saint-Pierre